# Cutremure în 2011
Aceasta este o listă de cutremure înregistrate de-a lungul anului 2011. Lista cuprinde doar cutremure cu magnitudine mai mare de 6 grade pe scara Richter, exceptând cazurile în care evenimentele seismice se soldează cu pierderi de vieți omenești sau pagube materiale însemnate.

## Cutremure cu magnitudea mai mare de 7
- 1 ianuarie 2011, 09:56, Santiago del Estero, Argentina, magnitudinea 7
- 2 ianuarie 2011, 20:20, Araucanía, Chile, magnitudinea 7,1
- 13 ianuarie 2011, 16:16, Regiunea Noua Caledonie, magnitudinea 7
- 18 ianuarie 2011, 20:23, Balochistan, Pakistan, magnitudinea 7,2
- 9 martie 2011, 02:45, Japonia, magnitudinea 7,2, centrul lângă Enoshima, Miyagi
- 11 martie 2011, 05:46, Japonia, magnitudinea 9 centrul lângă Enoshima, Miyagi
- 7 aprilie 2011, 14:32, Miyagi, Japonia, magnitudinea 7,1
- 24 iunie 2011, 03:09, Fox Islands, Alaska, SUA, magnitudinea 7,2
- 6 iulie 2011, 09:03, Kermadec Islands, Noua Zeelandă, magnitudinea 7,6
- 10 iulie 2011, 00:57, Honshu, Japonia, magnitudinea 7,0
- 23 octombrie 2011, 10:41, Van, Turcia, magnitudinea 7,1

## Ianuarie
- Un cutremur cu magnitudinea 6,9 pe scara Richter a zguduit Provincia Santiago del Estero, Argentina, pe 1 ianuarie, la o adâncime de 565 km.
- Un cutremur cu magnitudinea 7,1 pe scara Richter a zguduit Regiunea Biobío, Chile, pe 2 ianuarie, la o adâncime de 33 km.
- Un cutremur cu magnitudinea 6,4 pe scara Richter a zguduit Insulele Loialității, Noua Caledonie, pe 5 ianuarie, la o adâncime de 129 km.
- Un cutremur cu magnitudinea 6,5 pe scara Richter a zguduit Vanuatu, pe 9 ianuarie, la o adâncime de 30 km.
- Un cutremur cu magnitudinea 6,2 pe scara Richter a zguduit Vanuatu, pe 9 ianuarie, la o adâncime de 30 km.
- Un cutremur cu magnitudinea 6,2 pe scara Richter a zguduit Regiunea Maule, Chile, pe 10 ianuarie, la o adâncime de 18 km.
- Un cutremur cu magnitudinea 6,5 pe scara Richter a zguduit Insulele Bonin, Japonia, pe 12 ianuarie, la o adâncime de 523 km.
- Un cutremur cu magnitudinea 7,0 pe scara Richter a zguduit Insulele Loialității, Noua Caledonie, pe 13 ianuarie, la o adâncime de 5 km.
- Un cutremur cu magnitudinea 6,0 pe scara Richter a zguduit Provincia Sumatra de Sud, Indonezia, pe 17 ianuarie, la o adâncime de 28 km.
- Un cutremur cu magnitudinea 7,2 pe scara Richter a zguduit Provincia Baluchistan, Pakistan, pe 18 ianuarie, la o adâncime de 80 km. O persoană a fost ucisă la Garhi Khairo și doi oameni au murit de atac de cord, unul la Jacobabad, iar altul la Quetta. Mai multe persoane au fost rănite și cel puțin 200 de clădiri au fost avariate în Baluchistan, în special în zona Dalbandin.
- Un cutremur cu magnitudinea 6,0 pe scara Richter a zguduit Provincia Gorno-Badakhshan, Tadjikistan, pe 24 ianuarie, la o adâncime de 80 km.
- Un cutremur cu magnitudinea 6,0 pe scara Richter a zguduit Regența Simeulue, Indonezia, pe 26 ianuarie, la o adâncime de 22 km.
- Un cutremur cu magnitudinea 6,0 pe scara Richter a zguduit Provincia Kerman, Iran, pe 27 ianuarie, la o adâncime de 12 km.
- Un cutremur cu magnitudinea 6,2 pe scara Richter a zguduit Insula Jan Mayen, pe 29 ianuarie, la o adâncime de 2 km.
- Un cutremur cu magnitudinea 6,0 pe scara Richter a zguduit Tonga, pe 31 ianuarie, la o adâncime de 40 km.

## Februarie
- Un cutremur cu magnitudinea 6,0 pe scara Richter a zguduit Peninsula Alaska, pe 2 februarie, la o adâncime de 35 km.
- Un cutremur cu magnitudinea 6,0 pe scara Richter a zguduit Tonga, pe 3 februarie, la o adâncime de 60 km.
- Un cutremur cu magnitudinea 6,4 pe scara Richter a zguduit Regiunea Sagaing, Myanmar, pe 4 februarie, la o adâncime de 92 km. Cel puțin o persoană a fost rănită la Pingyuan și peste 700 de case avariate sau distruse în zona Yingjiang, China.
- Un cutremur cu magnitudinea 6,4 pe scara Richter a zguduit Insulele Solomon, pe 7 februarie, la o adâncime de 424 km.
- Un cutremur cu magnitudinea 6,4 pe scara Richter a zguduit Marea Celebes, pe 10 februarie, la o adâncime de 524 km.
- Un cutremur cu magnitudinea 6,5 pe scara Richter a zguduit Marea Celebes, pe 10 februarie, la o adâncime de 537 km.
- Un cutremur cu magnitudinea 6,8 pe scara Richter a zguduit Regiunea Biobío, Chile, pe 11 februarie, la o adâncime de 15 km. Pene de curent au avut loc la Constitución, Curanipe și Pelluhue. Un tsunami local cu o înălțime a valurilor de 0,3 metri a fost observat la Talcahuano.
- Un cutremur cu magnitudinea 6,0 pe scara Richter a zguduit Regiunea Biobío, Chile, pe 12 februarie, la o adâncime de 6 km.
- Un cutremur cu magnitudinea 6,1 pe scara Richter a zguduit Tonga, pe 12 februarie, la o adâncime de 90 km.
- Un cutremur cu magnitudinea 6,0 pe scara Richter a zguduit Regiunea Biobío, Chile, pe 13 februarie, la o adâncime de 10 km.
- Un cutremur cu magnitudinea 6,5 pe scara Richter a zguduit Regiunea Maule, Chile, pe 14 februarie, la o adâncime de 20 km.
- Un cutremur cu magnitudinea 6,1 pe scara Richter a zguduit Insula Sulawesi, Indonezia, pe 15 februarie, la o adâncime de 17 km.
- Un cutremur cu magnitudinea 6,0 pe scara Richter a zguduit Peninsula Kamceatka, Rusia, pe 20 februarie, la o adâncime de 3 km.
- Un cutremur cu magnitudinea 6,5 pe scara Richter a zguduit sudul insulelor Fiji, pe 21 februarie, la o adâncime de 554 km.
- Un cutremur cu magnitudinea 6,3 pe scara Richter a zguduit Insula de Sud, Noua Zeelandă pe 21 februarie, la o adâncime de 554 km. Cel puțin 181 de persoane au fost ucise, 1.500 rănite și aproximativ 100.000 de clădiri distruse sau avariate în zona Christchurch-Lyttleton.
- Un cutremur cu magnitudinea 6,0 pe scara Richter a zguduit Statul Veracruz, Mexic, pe 25 februarie, la o adâncime de 130 km.

## Martie
- Un cutremur cu magnitudinea 6,0 pe scara Richter a zguduit Insula Paștelui, Chile, pe 1 martie, la o adâncime de 6 km.
- Un cutremur cu magnitudinea 6,3 pe scara Richter a zguduit Regiunea Tarapacá, Chile, pe 6 martie, la o adâncime de 112 km.
- Un cutremur cu magnitudinea 6,6 pe scara Richter a zguduit Insulele Sandwich de Sud, pe 6 martie, la o adâncime de 80 km.
- Un cutremur cu magnitudinea 6,4 pe scara Richter a zguduit Insulele Solomon, pe 7 martie, la o adâncime de 28 km.
- Un cutremur cu magnitudinea 7,2 pe scara Richter a zguduit coasta de est a insulei Honshu, Japonia, pe 9 martie, la o adâncime de 9 km.
- Un cutremur cu magnitudinea 6,0 pe scara Richter a zguduit coasta de est a insulei Honshu, Japonia, pe 9 martie, la o adâncime de 26 km.
- Un cutremur cu magnitudinea 6,2 pe scara Richter a zguduit coasta de est a insulei Honshu, Japonia, pe 9 martie, la o adâncime de 10 km.
- Un cutremur cu magnitudinea 6,1 pe scara Richter a zguduit coasta de est a insulei Honshu, Japonia, pe 9 martie, la o adâncime de 20 km.
- Un cutremur cu magnitudinea 6,5 pe scara Richter a zguduit Insula Noua Britanie, Papua Noua Guinee, pe 9 martie, la o adâncime de 29 km.
- Un cutremur cu magnitudinea 5,4 pe scara Richter a zguduit Provincia Yunnan, China, pe 10 martie, la o adâncime de 10 km. Potrivit autorităților, 24 de persoane au fost ucise și 207 rănite. În plus, 1.039 de case au fost distruse, 12.528 de clădiri avariate, mai multe drumuri deteriorate, iar electricitatea și telecomunicațiile perturbate în zona Pingyuan, China.
- Un cutremur cu magnitudinea 6,5 pe scara Richter a zguduit Marea Bali, pe 10 martie, la o adâncime de 533 km.
- Un cutremur cu magnitudinea 9,0 pe scara Richter a zguduit coasta de est a insulei Honshu, Japonia, pe 11 martie, la o adâncime de 22 km. Cutremurul a generat valuri tsunami puternice, care au ajuns la înălțimi de până la 40,5 metri în Miyako, Prefectura Iwate. Potrivit Agenției Naționale de Poliție, 16.273 de persoane și-au pierdut viața, 27.074 au fost rănite, iar 3.061 au fost date dispărute în peste douăzeci de prefecturi. Mai mult de atât, 129.225 de clădiri au fost complet distruse, cu încă 254.204 puternic avariate și alte 691.766 parțial avariate. Seismul a fost urmat de numeroase replici puternice, cea mai mare fiind înregistrată pe 11 martie și măsurând 7,9 pe scara Richter.
- Un cutremur cu magnitudinea 6,2 pe scara Richter a zguduit Vanuatu, pe 17 martie, la o adâncime de 30 km.
- Un cutremur cu magnitudinea 6,2 pe scara Richter a zguduit sudul Dorsalei Medio-Atlantice, pe 22 martie, la o adâncime de 10 km.
- Un cutremur cu magnitudinea 6,7 pe scara Richter a zguduit Statul Shan, Myanmar, pe 24 martie, la o adâncime de 10 km. Cel puțin 74 de persoane au fost ucise, 111 rănite, 836 de clădiri avariate și un pod prăbușit în Shan. De asemenea, o persoană a fost ucisă în nordul Thailandei.
- Un cutremur cu magnitudinea 6,1 pe scara Richter a zguduit Fiji, pe 26 martie, la o adâncime de 10 km.
- Un cutremur cu magnitudinea 6,3 pe scara Richter a zguduit Fiji, pe 31 martie, la o adâncime de 10 km.

## Aprilie
- Un cutremur cu magnitudinea 6,0 pe scara Richter a zguduit estul insulei Honshu, Japonia, pe 1 aprilie, la o adâncime de 35 km.
- Un cutremur cu magnitudinea 6,0 pe scara Richter a zguduit Insula Creta, Grecia, pe 1 aprilie, la o adâncime de 60 km.
- Un cutremur cu magnitudinea 6,5 pe scara Richter a zguduit Fiji, pe 3 aprilie, la o adâncime de 532 km.
- Un cutremur cu magnitudinea 6,8 pe scara Richter a zguduit sudul insulei Java, Indonezia, pe 3 aprilie, la o adâncime de 10 km.
- Un cutremur cu magnitudinea 6,5 pe scara Richter a zguduit Statul Veracruz, Mexic, pe 7 aprilie, la o adâncime de 165 km.
- Un cutremur cu magnitudinea 7,1 pe scara Richter a zguduit coasta de est a insulei Honshu, Japonia, pe 7 aprilie, la o adâncime de 50 km. Două persoane au fost ucise, 132 rănite și mai multe drumuri avariate în zona Ishinomaki-Onagawa. O persoană a murit în Yamagata când o pană de curent a întrerupt alimentarea cu oxigen.
- Un cutremur cu magnitudinea 6,0 pe scara Richter a zguduit Insula Kyūshū, Japonia, pe 9 aprilie, la o adâncime de 30 km.
- Un cutremur cu magnitudinea 6,7 pe scara Richter a zguduit estul insulei Honshu, Japonia, pe 11 aprilie, la o adâncime de 20 km. Șase persoane au fost ucise de alunecări de teren la Iwaki și o persoană a fost ucisă în Ibaraki.
- Un cutremur cu magnitudinea 6,4 pe scara Richter a zguduit coasta de est a insulei Honshu, Japonia, pe 11 aprilie, la o adâncime de 5 km.
- Un cutremur cu magnitudinea 6,0 pe scara Richter a zguduit estul insulei Honshu, Japonia, pe 12 aprilie, la o adâncime de 10 km.
- Un cutremur cu magnitudinea 6,1 pe scara Richter a zguduit coasta de est a insulei Honshu, Japonia, pe 13 aprilie, la o adâncime de 20 km.
- Un cutremur cu magnitudinea 6,0 pe scara Richter a zguduit Tonga, pe 15 aprilie, la o adâncime de 10 km.
- Un cutremur cu magnitudinea 6,6 pe scara Richter a zguduit sudul insulelor Kermadec, pe 18 aprilie, la o adâncime de 60 km.
- Un cutremur cu magnitudinea 6,0 pe scara Richter a zguduit coasta de est a insulei Honshu, Japonia, pe 21 aprilie, la o adâncime de 10 km.
- Un cutremur cu magnitudinea 6,2 pe scara Richter a zguduit coasta de est a insulei Honshu, Japonia, pe 21 aprilie, la o adâncime de 10 km.
- Un cutremur cu magnitudinea 6,9 pe scara Richter a zguduit Insulele Solomon, pe 23 aprilie, la o adâncime de 100 km.
- Un cutremur cu magnitudinea 6,0 pe scara Richter a zguduit coasta de est a insulei Honshu, Japonia, pe 23 aprilie, la o adâncime de 40 km.
- Un cutremur cu magnitudinea 6,2 pe scara Richter a zguduit Insula Sulawesi, Indonezia, pe 24 aprilie, la o adâncime de 10 km.
- Un cutremur cu magnitudinea 6,1 pe scara Richter a zguduit sudul Panamei, pe 30 aprilie, la o adâncime de 2 km.

## Mai
- Un cutremur cu magnitudinea 6,0 pe scara Richter a zguduit Regiunea Bougainville, Papua Noua Guinee, pe 1 mai, la o adâncime de 59 km.
- Un cutremur cu magnitudinea 6,1 pe scara Richter a zguduit coasta de est a insulei Honshu, Japonia, pe 5 mai, la o adâncime de 30 km.
- Un cutremur cu magnitudinea 6,0 pe scara Richter a zguduit vestul insulei Macquarie, pe 9 mai, la o adâncime de 10 km.
- Un cutremur cu magnitudinea 6,8 pe scara Richter a zguduit Insulele Loialității, Noua Caledonie, pe 10 mai, la o adâncime de 30 km.
- Un cutremur cu magnitudinea 5,1 pe scara Richter a zguduit Regiunea Murcia, Spania, pe 11 mai, la o adâncime de 2 km. Cel puțin nouă persoane au fost ucise și 403 rănite în zona Lorca.
- Un cutremur cu magnitudinea 6,2 pe scara Richter a zguduit coasta de est a insulei Honshu, Japonia, pe 13 mai, la o adâncime de 44 km.
- Un cutremur cu magnitudinea 6,0 pe scara Richter a zguduit partea centrală a Dorsalei Medio-Atlantice, pe 15 mai, la o adâncime de 10 km.
- Un cutremur cu magnitudinea 6,6 pe scara Richter a zguduit Regiunea Bougainville, Papua Noua Guinee, pe 15 mai, la o adâncime de 60 km.
- Un cutremur cu magnitudinea 5,8 pe scara Richter a zguduit Provincia Kütahya, Turcia, pe 19 mai, la o adâncime de 7 km. Potrivit guvernatorului provinciei, Kenan Çiftçi, trei persoane și-au pierdut viața, iar alte 94 au fost rănite.

## Iunie
- Un cutremur cu magnitudinea 6,3 pe scara Richter a zguduit Regiunea Biobío, Chile, pe 1 iunie, la o adâncime de 10 km.
- Un cutremur cu magnitudinea 6,5 pe scara Richter a zguduit coasta de est a insulei Honshu, Japonia, pe 3 iunie, la o adâncime de 10 km.
- Un cutremur cu magnitudinea 6,4 pe scara Richter a zguduit vestul insulei Macquarie, pe 5 iunie, la o adâncime de 40 km.
- Un cutremur cu magnitudinea 5,3 pe scara Richter a zguduit nordul regiunii Xinjiang, China, pe 8 iunie, la o adâncime de 18 km. Cel puțin opt persoane au fost rănite, 50 de case distruse și alunecări de teren au avut loc în zona Dabancheng.
- Un cutremur cu magnitudinea 6,0 pe scara Richter a zguduit Insula de Sud, Noua Zeelandă, pe 13 iunie, la o adâncime de 2 km. 45 de persoane au fost rănite și 100 de clădiri distruse în zona Christchurch.
- Un cutremur cu magnitudinea 6,4 pe scara Richter a zguduit Marea Molucelor, pe 13 iunie, la o adâncime de 60 km.
- Un cutremur cu magnitudinea 6,5 pe scara Richter a zguduit Insula Noua Britanie, Papua Noua Guinee, pe 16 iunie, la o adâncime de 20 km.
- Un cutremur cu magnitudinea 5,3 pe scara Richter a zguduit Provincia Yunnan, China, pe 20 iunie, la o adâncime de 40 km. Patru persoane au fost rănite și pagube moderate au fost raportate la Baoshan, China.
- Un cutremur cu magnitudinea 6,3 pe scara Richter a zguduit Regiunea Antofagasta, Chile, pe 20 iunie, la o adâncime de 128 km.
- Un cutremur cu magnitudinea 6,0 pe scara Richter a zguduit Insulele Santa Cruz, pe 21 iunie, la o adâncime de 20 km.
- Un cutremur cu magnitudinea 6,7 pe scara Richter a zguduit coasta de est a insulei Honshu, Japonia, pe 22 iunie, la o adâncime de 3 km.
- Un cutremur cu magnitudinea 7,3 pe scara Richter a zguduit Insulele Fox, Alaska, pe 24 iunie, la o adâncime de 60 km.
- Un cutremur cu magnitudinea 3,5 pe scara Richter a zguduit Haiti, pe 24 iunie, la o adâncime de 8 km. Șapte persoane au fost rănite când au fost prinse într-o mulțime panicată.
- Un cutremur cu magnitudinea 6,2 pe scara Richter a zguduit Insulele Santa Cruz, pe 24 iunie, la o adâncime de 51 km.
- Un cutremur cu magnitudinea 6,4 pe scara Richter a zguduit coasta de nord a provinciei Papua, Indonezia, pe 26 iunie, la o adâncime de 10 km.

## Iulie
- Un cutremur cu magnitudinea 7,6 pe scara Richter a zguduit Insulele Kermadec, Noua Zeelandă, pe 6 iulie, la o adâncime de 40 km.
- Un cutremur cu magnitudinea 6,0 pe scara Richter a zguduit Insulele Kermadec, Noua Zeelandă, pe 7 iulie, la o adâncime de 20 km.
- Un cutremur cu magnitudinea 7,1 pe scara Richter a zguduit coasta de est a insulei Honshu, Japonia, pe 10 iulie, la o adâncime de 40 km.
- Un cutremur cu magnitudinea 6,0 pe scara Richter a zguduit Insulele Kermadec, Noua Zeelandă, pe 11 iulie, la o adâncime de 2 km.
- Un cutremur cu magnitudinea 6,4 pe scara Richter a zguduit Provincia Negros Oriental, Filipine, pe 11 iulie, la o adâncime de 20 km.
- Un cutremur cu magnitudinea 6,0 pe scara Richter a zguduit Insulele Sandwich de Sud, pe 15 iulie, la o adâncime de 10 km.
- Un cutremur cu magnitudinea 6,0 pe scara Richter a zguduit Regiunea Valparaíso, Chile, pe 16 iulie, la o adâncime de 20 km.
- Un cutremur cu magnitudinea 6,2 pe scara Richter a zguduit Peninsula Alaska, pe 16 iulie, la o adâncime de 37 km.
- Un cutremur cu magnitudinea 6,1 pe scara Richter a zguduit Provincia Batken, Kirghizstan, pe 19 iulie, la o adâncime de 10 km. Cel puțin 13 persoane au fost ucise, 86 rănite și mai multe clădiri distruse în Fergana, Uzbekistan.
- Un cutremur cu magnitudinea 6,0 pe scara Richter a zguduit Insulele Solomon, pe 20 iulie, la o adâncime de 30 km.
- Un cutremur cu magnitudinea 6,0 pe scara Richter a zguduit Fiji, pe 22 iulie, la o adâncime de 602 km.
- Un cutremur cu magnitudinea 6,4 pe scara Richter a zguduit coasta de est a insulei Honshu, Japonia, pe 23 iulie, la o adâncime de 42 km.
- Un cutremur cu magnitudinea 6,3 pe scara Richter a zguduit coasta de est a insulei Honshu, Japonia, pe 24 iulie, la o adâncime de 49 km.
- Un cutremur cu magnitudinea 6,3 pe scara Richter a zguduit Insula Noua Irlandă, Papua Noua Guinee, pe 25 iulie, la o adâncime de 10 km.
- Un cutremur cu magnitudinea 6,0 pe scara Richter a zguduit Insula Luzon, Filipine, pe 25 iulie, la o adâncime de 60 km.
- Un cutremur cu magnitudinea 6,0 pe scara Richter a zguduit Golful California, pe 26 iulie, la o adâncime de 10 km.
- Un cutremur cu magnitudinea 6,6 pe scara Richter a zguduit Fiji, pe 29 iulie, la o adâncime de 534 km.
- Un cutremur cu magnitudinea 6,4 pe scara Richter a zguduit coasta de est a insulei Honshu, Japonia, pe 30 iulie, la o adâncime de 42 km.
- Un cutremur cu magnitudinea 6,2 pe scara Richter a zguduit Vanuatu, pe 31 iulie, la o adâncime de 40 km.
- Un cutremur cu magnitudinea 6,7 pe scara Richter a zguduit Insulele Schouten, Papua Noua Guinee, pe 31 iulie, la o adâncime de 30 km.

## August
- Un cutremur cu magnitudinea 6,0 pe scara Richter a zguduit coasta de est a insulei Honshu, Japonia, pe 1 august, la o adâncime de 30 km.
- Un cutremur cu magnitudinea 6,1 pe scara Richter a zguduit Insulele Kurile, Rusia, pe 4 august, la o adâncime de 44 km.
- Un cutremur cu magnitudinea 5,6 pe scara Richter a zguduit partea de sud a provinciei Xinjiang, China, pe 11 august, la o adâncime de 41 km. 21 de persoane au fost rănite și pagube moderate au fost raportate la Kashi.
- Un cutremur cu magnitudinea 6,0 pe scara Richter a zguduit Prefectura Fukushima, Japonia, pe 11 august, la o adâncime de 60 km.
- Un cutremur cu magnitudinea 6,0 pe scara Richter a zguduit Marea Ceram, Indonezia, pe 16 august, la o adâncime de 40 km.
- Un cutremur cu magnitudinea 6,1 pe scara Richter a zguduit coasta de est a insulei Honshu, Japonia, pe 17 august, la o adâncime de 10 km.
- Un cutremur cu magnitudinea 6,2 pe scara Richter a zguduit Fiji, pe 19 august, la o adâncime de 412 km.
- Un cutremur cu magnitudinea 6,3 pe scara Richter a zguduit coasta de est a insulei Honshu, Japonia, pe 19 august, la o adâncime de 48 km.
- Un cutremur cu magnitudinea 7,1 pe scara Richter a zguduit Vanuatu, pe 20 august, la o adâncime de 30 km.
- Un cutremur cu magnitudinea 6,5 pe scara Richter a zguduit Vanuatu, pe 20 august, la o adâncime de 40 km.
- Un cutremur cu magnitudinea 7,1 pe scara Richter a zguduit Vanuatu, pe 20 august, la o adâncime de 10 km.
- Un cutremur cu magnitudinea 6,0 pe scara Richter a zguduit Strâmtoarea Sunda, Indonezia, pe 22 august, la o adâncime de 47 km.
- Un cutremur cu magnitudinea 7,0 pe scara Richter a zguduit Regiunea Ucayali, Peru, pe 24 august, la o adâncime de 134 km.
- Un cutremur cu magnitudinea 6,2 pe scara Richter a zguduit Vanuatu, pe 24 august, la o adâncime de 60 km.
- Un cutremur cu magnitudinea 6,8 pe scara Richter a zguduit Marea Banda, pe 30 august, la o adâncime de 472 km.

## Septembrie
- Un cutremur cu magnitudinea 6,1 pe scara Richter a zguduit Insulele Santa Cruz, pe 1 septembrie, la o adâncime de 26 km.
- Un cutremur cu magnitudinea 6,8 pe scara Richter a zguduit Insulele Fox, Statele Unite, pe 2 septembrie, la o adâncime de 36 km. Un tsunami cu o înălțime a valurilor de 6 cm a fost înregistrat la Atka.
- Un cutremur cu magnitudinea 6,5 pe scara Richter a zguduit Provincia Santiago del Estero, Argentina, pe 2 septembrie, la o adâncime de 602 km.
- Un cutremur cu magnitudinea 6,2 pe scara Richter a zguduit Insulele Sandwich de Sud, pe 3 septembrie, la o adâncime de 112 km.
- Un cutremur cu magnitudinea 7,0 pe scara Richter a zguduit Vanuatu, pe 3 septembrie, la o adâncime de 150 km.
- Un cutremur cu magnitudinea 6,2 pe scara Richter a zguduit Tonga, pe 5 septembrie, la o adâncime de 10 km.
- Un cutremur cu magnitudinea 6,6 pe scara Richter a zguduit nordul insulei Sumatra, Indonezia, pe 5 septembrie, la o adâncime de 95 km. Cel puțin 10 persoane au fost ucise în Aceh. Câteva case au fost avariate și pene de curent au avut loc la Singkil.
- Un cutremur cu magnitudinea 4,3 pe scara Richter a zguduit Statul Haryana, India, pe 7 septembrie, la o adâncime de 20 km. O persoană a fost rănită și pagube minore au fost raportate în zona Delhi.
- Un cutremur cu magnitudinea 6,4 pe scara Richter a zguduit Insula Vancouver, Canada, pe 9 septembrie, la o adâncime de 20 km.
- Un cutremur cu magnitudinea 6,1 pe scara Richter a zguduit coasta de nord a insulei Noua Guinee, pe 12 septembrie, la o adâncime de 10 km.
- Un cutremur cu magnitudinea 6,0 pe scara Richter a zguduit Insulele Aleutine, Statele Unite, pe 14 septembrie, la o adâncime de 2 km.
- Un cutremur cu magnitudinea 6,0 pe scara Richter a zguduit estul Insulei de Nord, Noua Zeelandă, pe 15 septembrie, la o adâncime de 10 km.
- Un cutremur cu magnitudinea 6,2 pe scara Richter a zguduit coasta de est a insulei Honshu, Japonia, pe 15 septembrie, la o adâncime de 10 km.
- Un cutremur cu magnitudinea 7,3 pe scara Richter a zguduit Fiji, pe 15 septembrie, la o adâncime de 630 km.
- Un cutremur cu magnitudinea 6,7 pe scara Richter a zguduit coasta de est a insulei Honshu, Japonia, pe 16 septembrie, la o adâncime de 40 km.
- Un cutremur cu magnitudinea 6,0 pe scara Richter a zguduit coasta de est a insulei Honshu, Japonia, pe 16 septembrie, la o adâncime de 10 km.
- Un cutremur cu magnitudinea 6,9 pe scara Richter a zguduit Statul Sikkim, India, pe 18 septembrie, la o adâncime de 10 km. Cel puțin 111 persoane au fost ucise în India și țările vecine, Nepal, China și Bhutan. Pierderea economică totală în India a fost estimată la 22,3 miliarde de dolari.
- Un cutremur cu magnitudinea 5,6 pe scara Richter a zguduit Guatemala, pe 19 septembrie, la o adâncime de 286 km. Cel puțin o persoană a fost ucisă în Ciudad de Guatemala.
- Un cutremur cu magnitudinea 6,5 pe scara Richter a zguduit Tonga, pe 22 septembrie, la o adâncime de 2 km.

## Octombrie
- Un cutremur cu magnitudinea 6,2 pe scara Richter a zguduit Provincia Jujuy, Argentina, pe 6 octombrie, la o adâncime de 10 km.
- Un cutremur cu magnitudinea 6,1 pe scara Richter a zguduit sudul insulelor Kermadec, pe 7 octombrie, la o adâncime de 36 km.
- Un cutremur cu magnitudinea 6,1 pe scara Richter a zguduit sudul provinciei Bali, Indonezia, pe 13 octombrie, la o adâncime de 60 km. Cel puțin 43 de persoane au fost rănite în sudul Bali.
- Un cutremur cu magnitudinea 6,5 pe scara Richter a zguduit estul insulei Noua Guinee, pe 14 octombrie, la o adâncime de 43 km.
- Un cutremur cu magnitudinea 6,0 pe scara Richter a zguduit Regiunea Amur, Rusia, pe 14 octombrie, la o adâncime de 10 km.
- Un cutremur cu magnitudinea 6,0 pe scara Richter a zguduit Insula Noua Britanie, Papua Noua Guinee, pe 18 octombrie, la o adâncime de 20 km.
- Un cutremur cu magnitudinea 5,0 pe scara Richter a zguduit Statul Gujarat, India, pe 20 octombrie, la o adâncime de 89 km. Cel puțin 34 de persoane au fost rănite și mai mult de 3.000 de clădiri avariate în zona Talala-Maliya.
- Un cutremur cu magnitudinea 6,1 pe scara Richter a zguduit Insula Hokkaidō, Japonia, pe 21 octombrie, la o adâncime de 182 km.
- Un cutremur cu magnitudinea 7,4 pe scara Richter a zguduit Insulele Kermadec, pe 21 octombrie, la o adâncime de 40 km.
- Un cutremur cu magnitudinea 7,2 pe scara Richter a zguduit Provincia Van, Turcia, pe 23 octombrie, la o adâncime de 10 km. Cel puțin 604 persoane au fost ucise, 2.608 rănite, 5.739 de clădiri distruse și 4.882 avariate în zona Erciș-Tabanlı-Van.
- Un cutremur cu magnitudinea 6,0 pe scara Richter a zguduit Provincia Van, Turcia, pe 23 octombrie, la o adâncime de 10 km.
- Un cutremur cu magnitudinea 6,0 pe scara Richter a zguduit Fiji, pe 27 octombrie, la o adâncime de 619 km.
- Un cutremur cu magnitudinea 6,9 pe scara Richter a zguduit Regiunea Ica, Peru, pe 28 octombrie, la o adâncime de 26 km. O persoană a fost ucisă la San Vicente de Cañete, 103 persoane rănite și 134 de clădiri distruse la Ica.
- Un cutremur cu magnitudinea 3,5 pe scara Richter a zguduit Statul Sikkim, India, pe 29 octombrie, la o adâncime de 10 km. O persoană a fost ucisă căzând de pe un pod, iar o alta a murit de atac de cord în zona Chungtan-Mangan.

## Noiembrie
- Un cutremur cu magnitudinea 6,3 pe scara Richter a zguduit Insulele Revillagigedo, Mexic, pe 1 noiembrie, la o adâncime de 10 km.
- Un cutremur cu magnitudinea 6,3 pe scara Richter a zguduit Dorsala Pacifico-Antarctică, pe 2 noiembrie, la o adâncime de 10 km.
- Un cutremur cu magnitudinea 5,6 pe scara Richter a zguduit Oklahoma, Statele Unite, pe 6 noiembrie, la o adâncime de 474 km. Cel puțin două persoane au fost rănite, 14 case distruse și multe avariate în zona Shawnee-Sparks.
- Un cutremur cu magnitudinea 6,0 pe scara Richter a zguduit Departamentul Rivas, Nicaragua, pe 7 noiembrie, la o adâncime de 183 km.
- Un cutremur cu magnitudinea 6,9 pe scara Richter a zguduit nord-estul Taiwanului, pe 8 noiembrie, la o adâncime de 220 km.
- Un cutremur cu magnitudinea 6,0 pe scara Richter a zguduit Dorsala Pacificului de Est, pe 11 noiembrie, la o adâncime de 10 km.
- Un cutremur cu magnitudinea 6,3 pe scara Richter a zguduit Marea Molucelor, pe 14 noiembrie, la o adâncime de 30 km.
- Un cutremur cu magnitudinea 6,6 pe scara Richter a zguduit Departamentul Beni, Bolivia, pe 22 noiembrie, la o adâncime de 572 km.
- Un cutremur cu magnitudinea 6,1 pe scara Richter a zguduit coasta de est a insulei Honshu, Japonia, pe 23 noiembrie, la o adâncime de 38 km.
- Un cutremur cu magnitudinea 6,2 pe scara Richter a zguduit Insula Hokkaidō, Japonia, pe 24 noiembrie, la o adâncime de 42 km.
- Un cutremur cu magnitudinea 6,1 pe scara Richter a zguduit Insula Noua Irlandă, Papua Noua Guinee, pe 28 noiembrie, la o adâncime de 52 km.
- Un cutremur cu magnitudinea 6,0 pe scara Richter a zguduit Insula Luzon, Filipine, pe 30 noiembrie, la o adâncime de 20 km.

## Imagini

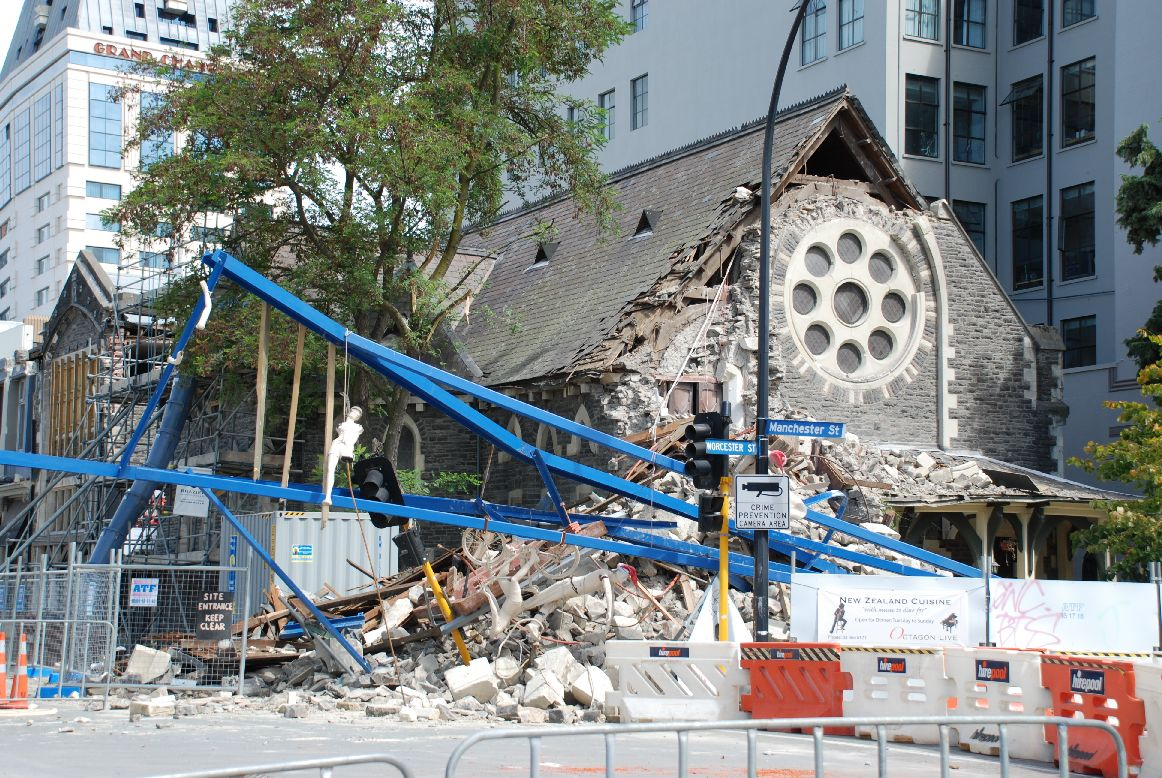
Christchurch, Noua Zeelandă (6,3, 22 februarie)
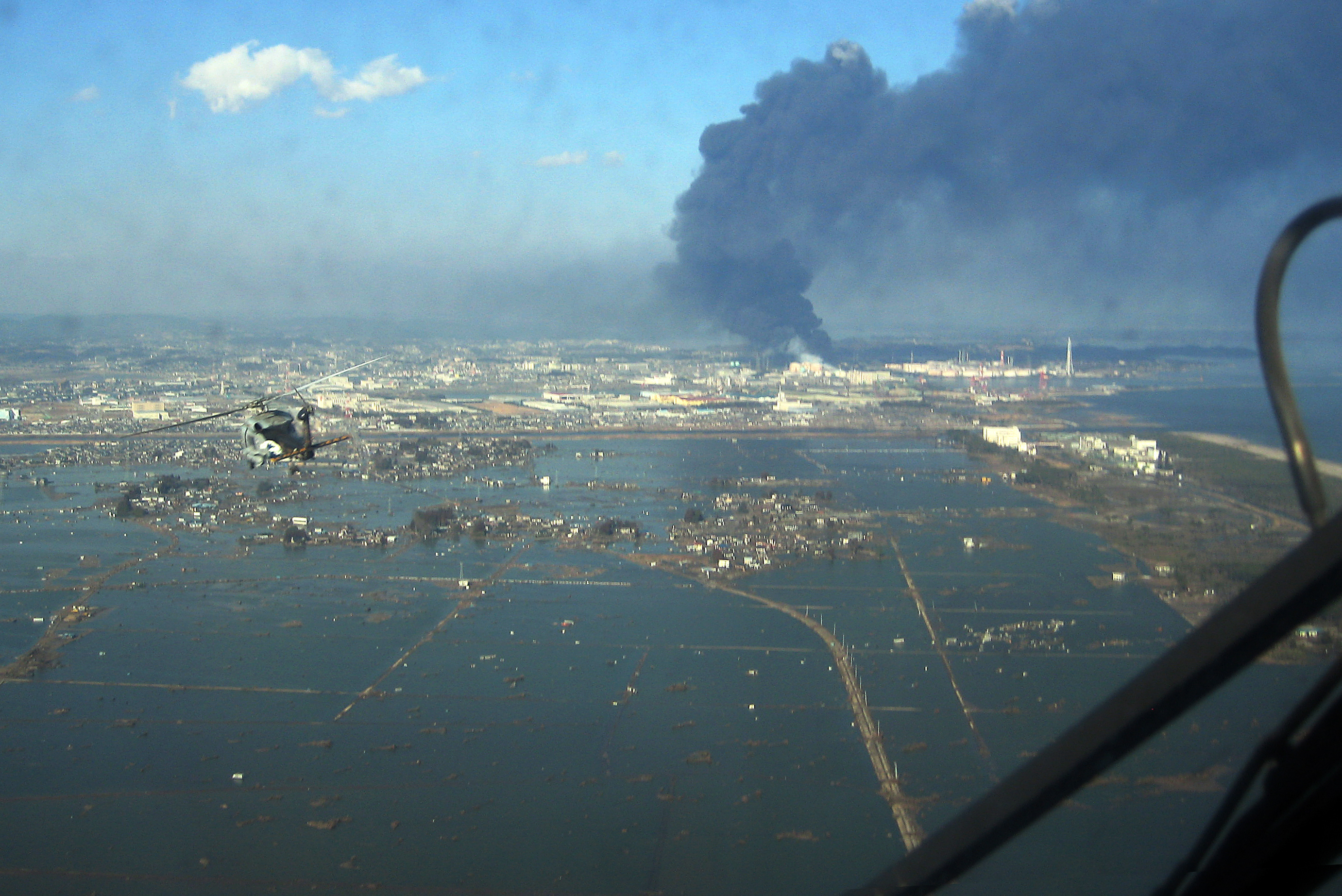
Tōhoku, Japonia (9,0, 11 martie)
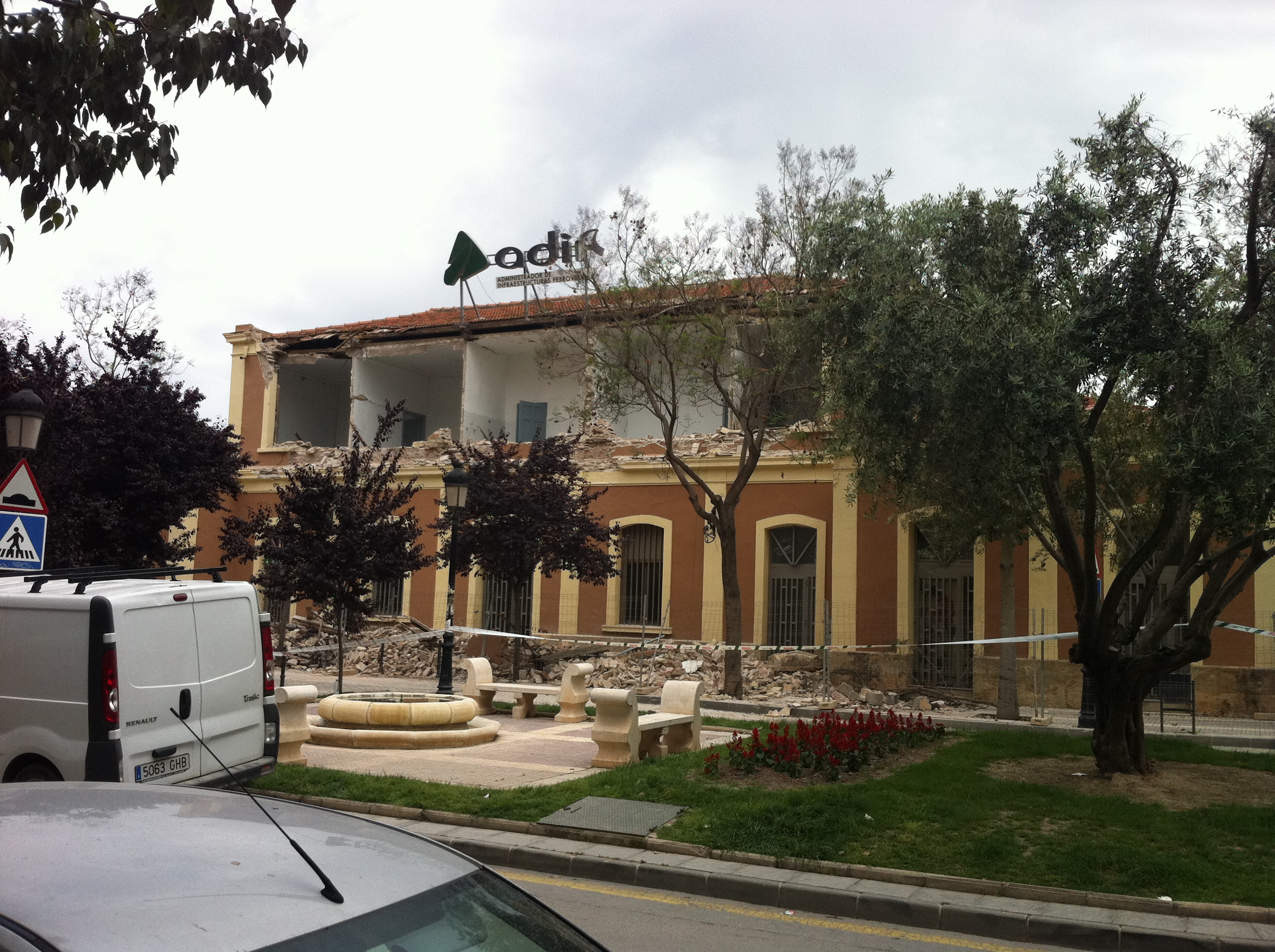
Lorca, Spania (5,1, 11 mai)
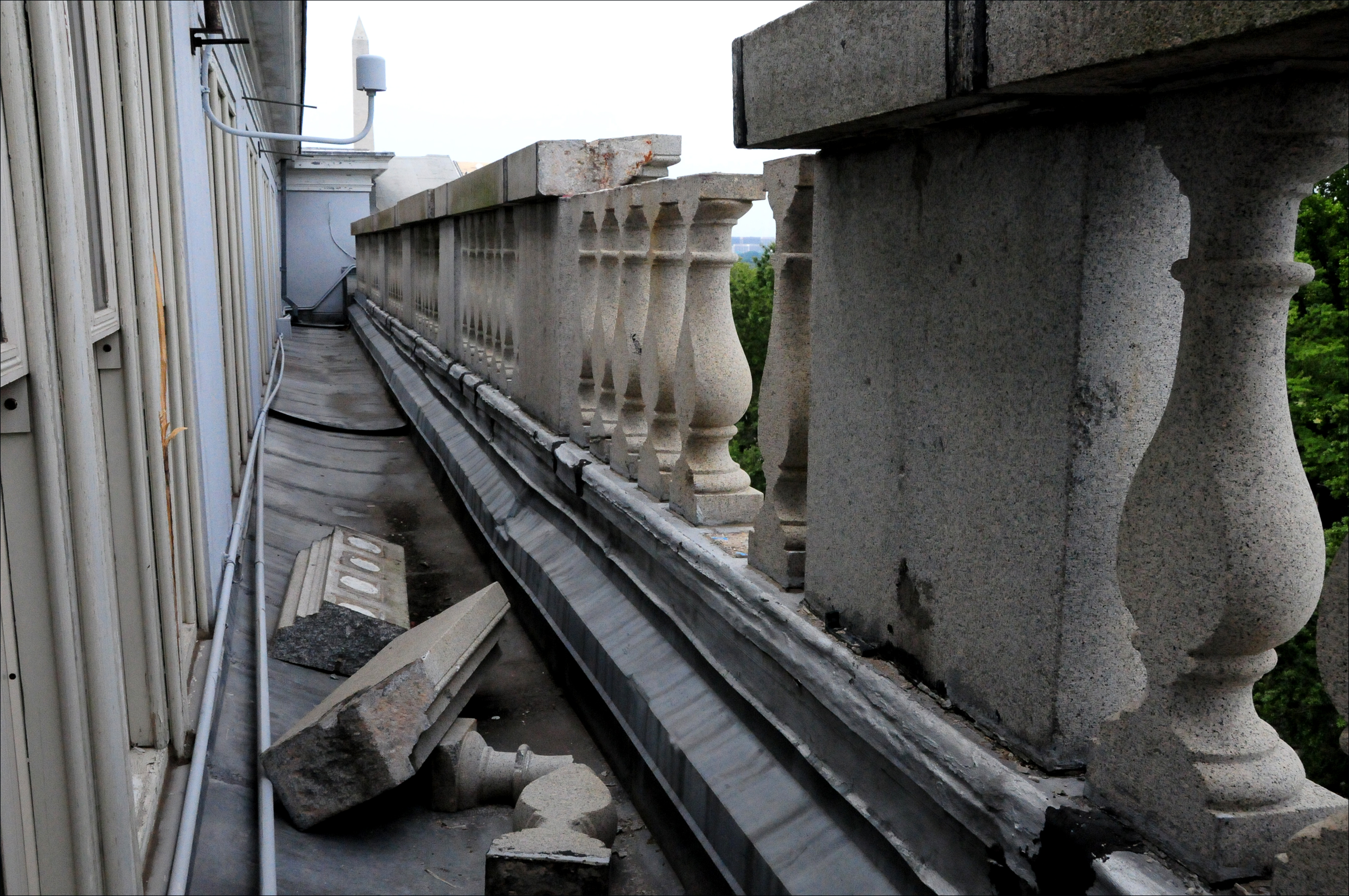
Virginia, Statele Unite (5,8, 23 august)
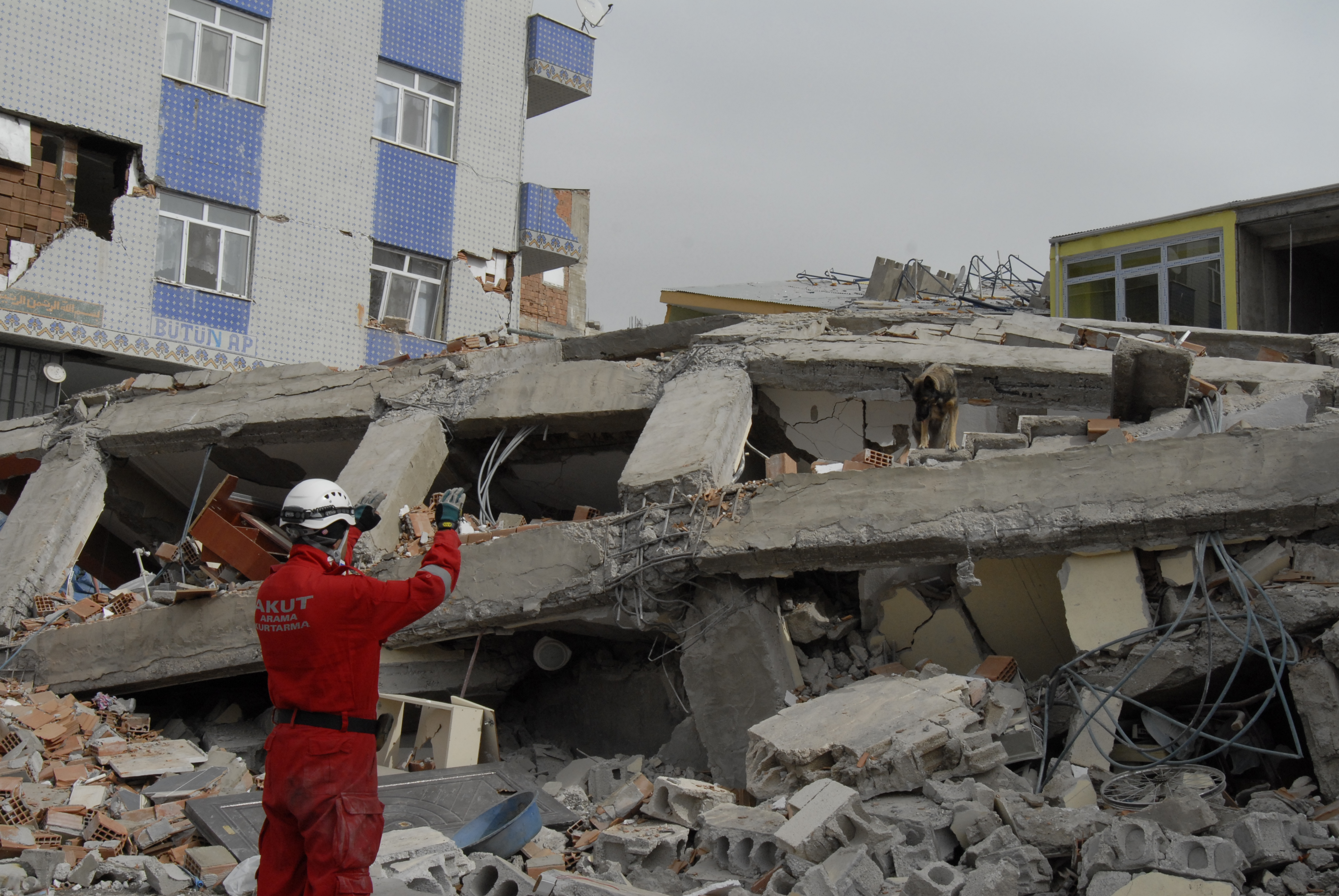
Van, Turcia (7,1, 23 octombrie)